# Ключи от царства небесного (фильм)
«Ключи от царства небесного» (англ. The Keys of the Kingdom) — американский художественный фильм режиссёра Джона Стала 1944 года по одноимённому роману Арчибальда Кронина (1941).

## Сюжет
Фильм рассказывает о шотландском священнике (Грегори Пек в своей первой главной роли в крупнобюджетном фильме), который в течение многих лет возглавлял католическую миссию в глубинном Китае. Картина посвящена не столько его религиозной деятельности и личной жизни, сколько заботе об окружающих его людях в их борьбе с нищетой и голодом, а также негативным воздействием кровопролитной гражданской войны.

## В ролях
- Грегори Пек — отец Фрэнсис Чизхольм
- Роуз Стрэднер — мать Мария-Вероника
- Томас Митчелл — д-р Вилли Таллох
- Винсент Прайс — Ангус Мили
- Родди Макдауэлл — Фрэнсис Чизхольм в детстве
- Седрик Хардвик — монсеньор Слит

Главную женскую роль в фильме сыграла тогдашняя жена продюсера и соавтора сценария Джозефа Манкевича Роуз Стрэднер.

## Награды
Фильм был номинирован на четыре «Оскара», в том числе Грегори Пеку как лучшему исполнителю главной роли, Артуру Ч. Миллеру за лучшую операторскую работу, а также за лучшую художественную постановку и лучшую музыку.

## Критика
Журнал Variety назвал фильм «вереницей событий из жизни священника, превосходного сыгранного Грегори Пеком».